# Proosdij Berchtesgaden
Berchtesgaden was een tot de Beierse Kreits behorende vorstelijke proosdij binnen het Heilige Roomse Rijk.
Berchtesgaden werd tussen 1102 en 1105 gesticht door Irmgard en Berengar von Sulzbach en werd in 1120 herbouwd. Het was sinds 1142 een pauselijk eigenklooster. In 1156 verleende keizer Frederik I het klooster de rijksvrije status. Het staatje ontleende zijn rijkdom aan het delven en verhandelen van zout. In 1380 kreeg de proost Berchtesgaden als rijksleen van koning Wenzel. Sinds 1558 was de proost rijksvorst met zetel en stem in de rijksvorstenraad van de Rijksdag. Van 1594 tot 1723 kwamen alle proosten uit het huis Wittelsbach, de regerende dynastie in Beieren.
Bij de Reichsdeputationshauptschluss van 25 februari 1803 werd in artikel 1 de proosdij aan de voormalige groothertog van Toscane toegekend. Daarmee ging het gebied deel uitmaken van het nieuwe keurvorstendom Salzburg.
Al in de Vrede van Presburg (artikel 10) van 26 december 1805 stond de keurvorst Salzburg met Berchtesgaden aan Oostenrijk af.
Na de nederlaag van Oostenrijk tegen Frankrijk moest Oostenrijk de gebieden in de vrede van Schönbrunn (14 oktober 1809) aan het koninkrijk Beieren afstaan.
Het Congres van Wenen (1815) regelde de terugkeer van Salzburg naar Oostenrijk, maar Berchtesgaden bleef bij Beieren.

## Regenten
- 1111-1142: Everwijn
- 1142-1148: Hugo I
- 1148-1174: Hendrik I
- 1174-1178: Dirk
- 1178-1188; Frederik I
- 1188-1201: Bernhard I van Schönstätten
- 1201-1201: Gerhard
- 1201-1210: Hugo II
- 1210-1211: Koenraad Garrer
- 1211-1217: Frederik II Ellinger
- 1217-1231: Hendrik II
- 1231-1239: Frederik III van Ortenburg
- 1239-1252: Bernhard II
- 1252-1252: Koenraad II
- 1252-1257: Hendrik III
- 1257-1283: Koenraad III
- 1283-1303: Johan I Sachs van Sachsenau	1
- 1303-1316: Hartung van Wildon
- 1306-1316: Eberhard Sachs van Sachsenau
- 1316-1333: Koenraad IV Tanner
- 1333-1351: Hendrik IV van Inzing
- 1351-1355: Reinhold Zeller
- 1355-1357: Otto Tanner
- 1357-1362: Peter I Pfaffinger
- 1362-1368: Jakob I van Vansdorf
- 1368-1377: Greimold Wulp
- 1377-1384: Ulrich I Wulp
- 1381-1384: Sieghard Waller
- 1384-1393: Koenraad V Thorer van Thörlein
- 1393-1396: Pilgrim van Puchheim
- 1396-1403: Gregorius Schenk van Osterwitz
- 1404-1404: Berthold van Wehingen
- 1404-1432: Peter II Pinzenauer
- 1432-1446: Johan II Praun
- 1446-1473: Bernhard III Leuprechtinger
- 1473-1486: Erasmus Pretschlaiffer
- 1486-1496: Ulrich II Pernauer
- 1496-1508: Balthasar Hirschauer
- 1508-1522: Gregor Rainer
- 1523-1541: Wolfgang I Lenberger
- 1541-1567: Wolfgang II Griesstätter
- 1567-1594: Jakob II Pütrich
- 1594-1650: Ferdinand van Beieren (1612: bisschop van Luik, Münster en Hildesheim, keurvorst van Keulen; 1619: bisschop van Paderborn)
- 1650-1688: Maximiliaan Hendrik van Beieren (1650: keurvorst van Keulen, bisschop van Luik en Hildesheim; 1683: bisschop van Münster)
- 1688-1723: Joseph Clemens van Beieren (1685-1694: bisschop van Freising; 1685-1719: bisschop van Regensburg; 1688: keurvorst van Keulen; 1694: bisschop van Luik; 1714: bisschop van Hildesheim)
- 1724-1732: Julius Hendrik van Rehlingen-Radau
- 1732-1752: Cajetan Anton van Notthafft
- 1752-1768: Michael Balthasar van Christalnigg
- 1768-1770: Frans Anton Josef van Hausen-Gleichenstorff
- 1780-1803: Josef Koenraad van Schroffenberg-Mös